# Beilschmiedia ferruginea
Beilschmiedia ferruginea är en lagerväxtart som beskrevs av H. Liou. Beilschmiedia ferruginea ingår i släktet Beilschmiedia och familjen lagerväxter. Inga underarter finns listade i Catalogue of Life.